# 三合屯西坨子遗址
三合屯西坨子遗址，位于中国吉林省通榆县兴隆山镇三合屯村，为一个省级文物保护单位，类型为古遗址，公布时间为2007年5月31日。该文物保护单位由通榆县文管所管理。
三合屯西坨子遗址的历史年代为辽代。